# 短尾雀鹀
，是雀形目唐纳雀科的一种鸟类。
短尾雀鹀体重约43克，翼长约101.2毫米，嘴峰长约23.3毫米，喙宽度约7毫米，喙厚度约8.1毫米，跗蹠长约25.8毫米，尾长约70毫米。短尾雀鹀在其分布区内为留鸟，其栖息在开放的草原环境中，食性为杂食性。
短尾雀鹀分布于秘鲁极南的安第斯山脉（普诺）至玻利维亚北部和阿根廷西北部。该物种是单型物种，没有亚种分化。